# Withcall
Withcall is een civil parish in het Engelse graafschap Lincolnshire.